# 47 Большой Медведицы d
47 Большой Медведицы d — экзопланета, которая обращается вокруг жёлтого карлика 47UMa, находящегося примерно в 49 световых годах от Солнечной системы.

## История открытия
В марте 2010 года была открыта третья планета — холодный юпитер на широкой орбите с минимальной массой 1,6 MJ. Период обращения 14002 суток (38,4 года), большая полуось орбиты 11,6 а. е.
Доказательства существования этой планеты были обнаружены с помощью байесовской периодограммы Кеплера в марте 2010 года.